# Brandon T. Jackson
Brandon Timothy Jackson (Detroit, 7 marzo 1984) è un attore, rapper e ballerino statunitense.

## Biografia
Jackson è nato a Detroit, nel Michigan. Ha studiato alla West Bloomfield High School a West Bloomfield. Dopo il diploma, si è trasferito a Los Angeles dove ha iniziato a lavorare al comedy club Laugh Factory.
Nel 2006 il suo ruolo di Junior nel film Roll Bounce gli vale la vittoria ai Black Reel Award per la miglior performance. Sempre nel 2006, Jackson ha partecipato al Up Close and Personal Tour, con Chris Brown, Ne-Yo, Lil Wayne, Juelz Santana e Dem Franchize Boyz.
Nel 2008 recita nel ruolo di Alpa Chino in Tropic Thunder, diretto da Ben Stiller, accanto a Robert Downey Jr. e Jack Black. Nel 2010 in Percy Jackson e gli dei dell'Olimpo - Il ladro di fulmini, primo film dell'omonima serie letteraria scritta da Rick Riordan, interpreta il satiro Grover Underwood, ruolo che riprende anche nel 2013 in Percy Jackson e gli dei dell'Olimpo - Il mare dei mostri.
Nel 2014 partecipa al programma televisivo Wild 'N Out con Nick Cannon ed entra nel cast di Deadbeat nel ruolo di "Roofie" Jones.
In contemporanea alla carriera di attore, Brandon è anche un rapper; duetta con Jessica Lucas in Big Mama - tale padre tale figlio, e con T-Pain nel gruppo One Chance.

## Filmografia

### Attore

#### Cinema
- Nikita Blues, regia di Marc Cayce (2001)
- Alì, regia di Michael Mann (2001) - cameo non accreditato
- Bowling a Columbine, regia di Michael Moore - documentario (2002)
- 8 Mile, regia di Curtis Hanson (2002) - cameo non accreditato
- Roll Bounce, regia di Malcolm D. Lee (2005)
- Envy, regia di Desmond Walker (2005)
- House of Grimm, regia di Desmond Gumbs (2005)
- This Christmas - Natale e altri guai (This Christmas), regia di Preston A. Whitmore II (2007)
- Big Stan, regia di Rob Schneider (2007)
- Cuttin' da Mustard, regia di Reed R. McCants (2008)
- Tropic Thunder, regia di Ben Stiller (2008)
- Days of Wrath, regia di Celia Fox (2008)
- Ultimatum alla Terra (The Day the Earth Stood Still), regia di Scott Derrickson (2008)
- Fast & Furious - Solo parti originali (Fast & Furious), regia di Justin Lin (2009)
- L'acchiappadenti (Tooth Fairy), regia di Michael Lembeck (2010)
- Percy Jackson e gli dei dell'Olimpo - Il ladro di fulmini (Percy Jackson & the Olympians: The Lightning Thief), regia di Chris Columbus (2010)
- Operation: Endgame, regia di Fouad Mikati (2010)
- Lottery Ticket, regia di Erik White (2010)
- Big Mama - Tale padre, tale figlio (Big Mommas: Like Father, Like Son), regia di John Whitesell (2011)
- Big Tweet, regia di Tanya Ryno e Diwang Valdez - cortometraggio (2011)
- Thunderstruck - Un talento fulminante (Thunderstruck), regia di John Whitesell (2012)
- Percy Jackson e gli dei dell'Olimpo - Il mare dei mostri (Percy Jackson: Sea of Monsters), regia di Thor Freudenthal (2013)
- Approaching Midnight, regia di Sam Logan Khaleghi (2013)
- Get a Job, regia di Dylan Kidd (2016)
- Mistero a Eloise (Eloise), regia di Robert Legato (2016)
- The Year of Spectacular Men, regia di Lea Thompson (2017)
- Izzy Gets the F*ck Across Town, regia di Christian Papierniak (2017)

#### Televisione
- The Norm Show - serie TV, episodio 2x03 (1999)
- The Zeta Project - serie TV, episodi 1x08-2x04 (2001-2002)
- Super Sweet 16: The Movie, regia di Neema Barnette - film TV (2007)
- Aiutami Hope! (Raising Hope) - serie TV, episodio 1x12 (2011)
- Hail Mary, regia di Brad Silberling - film TV (2011)
- Beverly Hills Cop, regia di Barry Sonnenfeld - film TV (2013)
- Californication - serie TV,episodi 7x06-7x08-7x11 (2014)
- Drunk History - serie TV, episodio 2x05 (2014)
- Deadbeat - serie TV, 19 episodi (2014-2015)
- Mr. Robinson - serie TV, 6 episodi (2015)
- Love by the 10th Date, regia di Nzingha Stewart - film TV (2017)

### Doppiatore
- BoJack Horseman - serie TV, episodi 2x01-2x02-2x06 (2014)

## Doppiatori italiani
Nelle versioni in italiano dei suoi film, Brandon T. Jackson è stato doppiato da:
- Stefano Crescentini in Percy Jackson e gli dei dell'Olimpo - Il ladro di fulmini, Big Mama - Tale padre, tale figlio, Percy Jackson e gli dei dell'Olimpo - Il mare dei mostri
- Andrea Mete in Roll Bounce
- Nanni Baldini in Tropic Thunder
- Simone Crisari in Deadbeat
- Marco Baroni in L'acchiappadenti